# Liste der niederländischen Botschafter im Vereinigten Königreich
Diese Liste umfasst alle Gesandten und Botschafter der Niederlande im Vereinigten Königreich. Die Botschaft befindet sich in der Hyde Park Gate in London.

## Missionschefs

### Niederländische Gesandte in England
| Ernennung Akkreditierung | Name                   | Bemerkungen         | ernannt von                               | akkreditiert bei der Regierung | Posten verlassen |
| ------------------------ | ---------------------- | ------------------- | ----------------------------------------- | ------------------------------ | ---------------- |
| 1618                     | Noël de Caron          | (* um 1530; † 1624) | Republik der Sieben Vereinigten Provinzen | Jakob I.                       |                  |
| 1625                     | Albert Joachimi        | * 1560; † 1654      | Republik der Sieben Vereinigten Provinzen | Karl I.                        | 1650             |
| 1660                     | Coenraad van Beuningen | * 1622; † 1693      | Republik der Sieben Vereinigten Provinzen | Karl II.                       | 1664             |
| 1665                     | Michel van Gogh (Goch) |                     | Republik der Sieben Vereinigten Provinzen | Karl II.                       |                  |
| 1684                     | Arnout van Citters     | (* 1633; † 1696)    | Republik der Sieben Vereinigten Provinzen | Karl II.                       |                  |

### Niederländische Botschafter im Vereinigten Königreich
| Ernennung Akkreditierung | Name                                         | Bemerkungen                                                                                           | ernannt von Liste der Ministerpräsidenten der Niederlande | akkreditiert bei der Regierung Liste der britischen Premierminister | Posten verlassen |
| ------------------------ | -------------------------------------------- | --- | --------------------------------------------------------- | ------------------------------------------------------------------- | ---------------- |
| 1820/03/24               | Hendrik Fagel                                | | Vereinigtes Königreich der Niederlande                    | Georg IV.                                                           |                  |
| 1825                     | Anton Reinhard Falck                         | | Vereinigtes Königreich der Niederlande                    | Georg IV.                                                           | 1833             |
| 1894                     | Willem van Goltstein van Oldenaller          | | Joan Röell                                                | Archibald Philip Primrose, 5. Earl of Rosebery                      | 1899             |
| 18.11.1899               | K.W.P.F. baron Gericke van Herwijnen         | (* 1848; † 1930), secretaris van legatie te Wenen 1875-1876                                           | Nicolaas Pierson                                          | Robert Arthur Talbot Gascoyne-Cecil, 3. Marquess of Salisbury       | 1913             |
| 1.10.1913                | René de Marees van Swinderen                 | 1913-1937                                                                                             | Pieter Cort van der Linden                                | Herbert Henry Asquith                                               | 16.7.1937        |
| 16.7.1937                | Johan Paul van Limburg Stirum                | | Hendrikus Colijn                                          | Arthur Neville Chamberlain                                          | 1939             |
| 16.9.1939                | Edgar Michiels van Verduynen                 | Am 8. Mai 1942 wurde die niederländische Gesandtschaft in London zur Botschaft aufgewertet. 1937-1945 | Dirk Jan de Geer                                          | Arthur Neville Chamberlain                                          | 13.5.1952        |
| 10.10.1952               | Dirk Stikker                                 | 1945-1954                                                                                             | Willem Drees                                              | Winston Churchill                                                   | 1958             |
| 1958                     | Adolph Willem Carel Bentinck van Schoonheten | | Willem Drees                                              | Harold Macmillan                                                    | 1963             |
| 1964                     | Jan Herman van Roijen                        | (* 10. April 1905 in Istanbul; † 16. März 1991 in Wassenaar)                                          | Victor Marijnen                                           | Harold Wilson                                                       | 1970             |
| 2.1.2007                 | Pieter Willem Waldeck                        | Pim (* 6. November 1947 in Den Haag)                                                                  | Jan Peter Balkenende                                      | Gordon Brown                                                        |                  |